# Здравко Мілев
Здравко Мілев (болг. Здравко Милев; нар. 25 жовтня 1929, Тирговиште — 1 січня 1984, Софія) — болгарський шахіст, міжнародний майстер від 1952 року.

## Шахова кар'єра
Неодноразово брав участь у фіналах чемпіонатів Болгарії, завоювавши 5 медалей: три золоті (1952, 1960, 1961) і дві бронзові (1954, 1958). Між 1954 і 1964 роками шість разів представляв національну збірну на шахових олімпіадах, двічі здобувши медалі в особистому заліку: срібну (1964, 5-та шахівниця) і бронзову (1956, 6-та шахівниця).
Досягнув кількох успіхів на міжнародних турнірах, зокрема, в таких містах, як: Бухарест (1951, посів 1-ше місце), Мендзиздроє (1952, разом з Йоном Беленелом) і в Русі (1961, посів 2-ге місце).
За даними ретроспективної рейтингової системи Chessmetrics, максимальну силу гри показував у січні 1952 року, досягнувши 2623 очок займав тоді 39-те місце у світі.
Також був автором книг на тему шахів, присвячених, зокрема, дебютам.

## Окремі публікації
- Система Земиша в Староиндийска защита
- Шахматни комбинации
- Защита Грюнфелд
- Намерете най- добрия ход
- Шахматна мисъл